# Islamska zajednica Bošnjaka u Danskoj
Islamska zajednica Bošnjaka u Danskoj (IZBD) je vjerska organizacija Bošnjaka muslimana na području Danske. 
Najviši predstavnik Islamske zajednice Bošnjaka u Danskoj je glavni imam. Islamska zajednica Bošnjaka u Danskoj je do danas u okviru Islamske zajednice u Bosni i Hercegovini na nivou medžlisa. Kao takva, sastavni je dio Mešihata Islamske zajednice Bošnjaka u Zapadnoj Europi, zbog čega je reis-ul-ulema vrhovni poglavar Bošnjaka muslimana i u Danskoj.
Sjedište Islamske zajednice Bošnjaka u Danskoj nalazi se u Odenseu.

## Organizacija
Islamska zajednica Bošnjaka u Danskoj je osnovana 1999. godine. U njenom sastavu se danas nalazi 17 registriranih džemata. Rad i aktivnosti usklađeni su s važećim zakonima Danske i pravnim aktima Islamske zajednice u Bosni i Hercegovini.

## Vanjske poveznice
- Islamska zajednica Bošnjaka u Danskoj  Arhivirana inačica izvorne stranice od 21. ožujka 2020. (Wayback Machine)